# Gazela-persa
A gazela-persa (Gazella subgutturosa) — ou ainda gazela-das-areias ou gazela-da-areia — é uma gazela encontrado em uma grande área de Ásia Central, incluindo a parte de Irã oeste e do sul Paquistão no final da faixa ocidental, bem como o deserto de Gobi. O nome específico significa "completa abaixo da garganta" e remete para o sexo masculino ter um alargamento do pescoço e da garganta durante o acasalamento. Esta não é uma verdade Bócio, que é causada pelo alargamento da glândula tiróide. A gazela asiática anda na areia e cascalho, habita planícies e planalto do calcário Corre em alta velocidade, pulando, delimitem marcha visto em outras espécies, esses rebanhos de gazela chegam a andar de 10 até 30 km por dia, no Inverno, com essas distâncias são reduzidas para cerca de 1 até 3 km. Seus principais predadores são o guepardo-asiático e o leopardo, que assim como o guepardo-asiático e a gazela-persa, também adota o deserto desta região como lar.